# Northumbrian (locomotive)
Northumbrian ou Rocket en Europe est un type de locomotive à vapeur à quatre roues et deux essieux indépendants ayant la configuration suivante (de l'avant vers l'arrière) : le premier est porteur et moteur, le deuxième est uniquement porteur.

## Codifications
Ce qui s'écrit :
- 0-2-2 en codification Whyte.
- 011 en codification d'Europe.
- A1 en codification allemande et italienne.
- 12 en codification turque.
- 1/2 en codification suisse.

## La Rocket

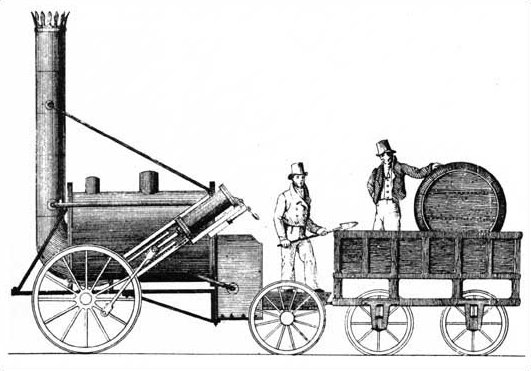
La Rocket de Stephenson

L'ingénieur anglais George Stephenson proposa en 1829 au concours de Rainhill la locomotive « Rocket ». Sa locomotive démontra ses qualités et l'emporta sur toutes les autres.